# Susteraia acerina
Susteraia acerina är en stekelart som beskrevs av Boucek 1972. Susteraia acerina ingår i släktet Susteraia och familjen puppglanssteklar.
Artens utbredningsområde är:
- Tjeckien.
- Tyskland.
- Ukraina.

Inga underarter finns listade i Catalogue of Life.